# Marcgraviastrum pendulum
Marcgraviastrum pendulum är en tvåhjärtbladig växtart som först beskrevs av Joseph Lanjouw och Heerdt, och fick sitt nu gällande namn av H.G. Bedell. Marcgraviastrum pendulum ingår i släktet Marcgraviastrum och familjen Marcgraviaceae. Inga underarter finns listade i Catalogue of Life.